# アルカディア featuring DAISHI DANCE
「アルカディア featuring DAISHI DANCE」（アルカディア フィーチャリング ダイシ・ダンス)は、日本のロックバンドMUCCの26枚目のシングル。

## 概要
ソニー・ミュージックアソシエイテッドレコーズにレーベル移籍後の初となるシングル曲。

## 収録曲
1. アルカディア featuring DAISHI DANCE(作詞・作曲：ミヤ)
  - DAISHI DANCEとのコラボ曲であり、今まで随所で表現してきたエレクトロニカのサウンドを前面に押し出したものになっている。
2. NAME(作詞・作曲：逹瑯)
3. Fuzz-Thunder Groove ver.-(作詞：逹瑯、作曲：ミヤ)
  - 13thシングル曲の「ファズ」をアレンジし、本来のエレクトロサウンドとバンドとして奏でるロックサウンドを融合している。ムックにとって初となる全英訳歌詞となっている。